# قصه‌های سبلان
قصه‌های سبلان کتابی از محمدرضا بایرامی است که در سال ۱۳۷۱ منتشر و در مراسم کتاب سال جمهوری اسلامی ایران به عنوان کتاب شایسته تقدیر معرفی شد.
این کتاب از دو بخش «کوه مرا صدا زد» و «بر لبه پرتگاه» تشکیل شده که در یک رمان به هم متصل می‌شوند.
این اثر در خارج از ایران و به زبان صربی نیز ترجمه و منتشر شده است.